# Ficus pellucidopunctata
Ficus pellucidopunctata är en mullbärsväxtart som beskrevs av William Griffiths. Ficus pellucidopunctata ingår i släktet fikonsläktet, och familjen mullbärsväxter. Inga underarter finns listade i Catalogue of Life.